# Lamprosema griseicosta
Lamprosema griseicosta là một loài bướm đêm trong họ Crambidae.